# ONE Fight Night 16
ONE Fight Night 16: Andrade vs. Haggerty fue un evento de deportes de combate producido por ONE Championship llevado cabo el 4 de noviembre de 2023, en el Lumpinee Boxing Stadium en Bangkok, Tailandia.

## Historia
Una pelea por el Campeonato Mundial Vacante de Kickboxing de Peso Gallo de ONE entre el actual Campeón Mundial de MMA de Peso Gallo de ONE Fabricio Andrade y el Campeón Mundial de Muay Thai de Peso Gallo de ONE Jonathan Haggerty estaba programada para llevarse a cabo en ONE Fight Night 15. El ex-campeón Petchtanong Petchfergus fue despojado del título debido a un test positivo por metenolona y boldenona, sustancias prohibidas según la World Anti-Doping Agency (WADA). Sin embargo, la pelea fue trasladada a este evento.
Una pelea por el Campeonato Mundial Inaugural de Peso Wélter de Submission Grappling de ONE entre el medallista de bronce de ADCC Tye Ruotolo y Magomed Abdulkadirov se llevó a cabo en el evento.
Una revancha de Muay Thai de peso ligero entre Sinsamut Klinmee y el campeón de peso mediano de WBC Muay Thai Liam Nolan estaba programada para llevarse a cabo en el evento.  El par se enfrentó previamente en julio de 2022, en ONE 159, donde Sinsamut ganó por nocaut en el segundo asalto. Sin embargo, Nolan se retiró de la pelea en la semana del evento y fue reemplazado por Mouhcine Chafi.

## Resultados
1. ↑  Por el Campeonato Mundial Vacante de Kickboxing de Peso Gallo de ONE.
2. ↑  Por el Campeonato Mundial Inaugural de Submission Grappling de Peso Wélter de ONE.

## Bonificaciones
Los siguientes peleadores recibieron bonos de $50.000.
- Actuación de la Noche: Tye Ruotolo, Ben Tynan y Cristina Morales

Los siguientes peleadores recibieron bonos de $100.000.
- Actuación de la Noche: Jonathan Haggerty